# 이온 엔터테인먼트
이온 엔터테인먼트(일본어: イオンエンターテイメント, 영어: AEON Entertainment)는 일본의 이온 그룹의 영화관 체인이자 배급사이다. 워너 마이칼로서 설립되어 2013년 7월 1일에 이온 시네마즈를 합병하여 현재의 사명으로 변경했다. 일본에서 최다 스크린을 가지고 있다. 합병 이전에는 워너 마이컬 시네마즈라는 이름으로 멀티플렉스를 운영하고 있었지만, 합병 이후에는 이온 시네마즈가 운영하고 있던 이온시네마(イオンシネマ)라는 이름으로 멀티플렉스를 운영하고 있다.